# Roy Milton
Roy Bunny Milton (Wynnewood, 31 de julio de 1907-Los Ángeles, 18 de septiembre de 1983) fue un cantante de R&B y jump blues, baterista y director de banda estadounidense.

## Biografía
La abuela de Milton era chickasaw. Él nació en Wynnewood, Oklahoma, y creció en una reserva india antes de trasladarse a Tulsa. Se unió a la banda de Ernie Fields a finales de la década de 1920 como cantante y, más tarde, baterista.
Tras mudarse a Los Ángeles, en 1933, formó su propia banda, los Solid Senders, con Camille Howard al piano. Actuó en clubes locales y comenzó a grabar en los años 1940, siendo su primer lanzamiento Milton's Boogie en su propio sello discográfico. Su gran oportunidad llegó en 1945, cuando su R.M. Blues, en el nuevo sello Juke Box, se convirtió en un éxito, alcanzando el número 2 en la lista de R&B de Billboard y el número 20 en la lista de pop. Este triunfo ayudó a establecer la compañía de Art Rupe, que poco después pasó a llamarse Specialty Records.
En 1950, Milton y su orquesta actuaron en el sexto y afamado concierto Cavalcade of Jazz, celebrado en el Wrigley Field de Los Ángeles y producido por Leon Hefflin, Sr. el 25 de junio. Ese mismo día también actuaron Lionel Hampton & His Orchestra, Pee Wee Crayton's Orchestra, Dinah Washington, Tiny Davis & Her Hell Divers y otros artistas. Se informó de la asistencia de 16.000 personas y el concierto terminó antes de tiempo debido a una pelea entre la multitud mientras la banda de Hampton tocaba Flying Home.
Milton y su banda se convirtieron en una de las principales atracciones de las giras, y continuó grabando con éxito para Specialty Records a finales de la década de 1940 y principios de la de 1950. Grabó un total de 19 éxitos R&B en el Top Ten, siendo los más importantes Hop, Skip and Jump (número 3 R&B, 1948), Information Blues (número 2 R&B, 1950) y Best Wishes (número 2 R&B, 1951). Dejó Specialty en 1955. Sin embargo, los lanzamientos en otros sellos no tuvieron éxito y, con la aparición del rock and roll, su estilo de música pasó de moda a mediados de la década.
Siguió actuando, presentándose como miembro de la banda de Johnny Otis en el Festival de Jazz de Monterey en 1970, y reanudó su carrera discográfica en los años 1970 con álbumes para Kent Records (Roots of Rock, Vol. 1: Roy Milton, Kent KST-554) y para el sello francés Black & Blue Records (Instant Groove, Black and Blue 33.114).
Milton Falleció en Los Ángeles el 18 de septiembre de 1983, a los 76 años.

## Discografía
- Rock 'n' Roll Versus Rhythm and Blues (Dooto, 1959)
- Great Rhythm & Blues Oldies Volume 9: Roy Milton (Blues Spectrum, 1977)
- Trumpet Star (Eurogram, 1980)
- Boogie Woogie Jubilee (Telefunken, 1981)
- Instant Groove (Classic Jazz, 1977)